# Didymodon zanderi
Didymodon zanderi là một loài rêu trong họ Pottiaceae. Loài này được O.M. Afonina & Ignatova mô tả khoa học đầu tiên năm 2007.